# یوجین پرووست (نوازنده)
یوجین پرووست (انگلیسی: Eugène Prévost; ۲۳ آوریل ۱۸۰۹ – ۲۰ اوت ۱۸۷۲) رهبر (موسیقی)، و آهنگساز اهل فرانسه بود.
وی همچنین برندهٔ جوایزی همچون جایزه بزرگ رم شده‌است.